# Coupe de Belgique masculine de handball 1999-2000
Navigation
Édition précédente Édition suivante
La Coupe de Belgique masculine de handball 1999-2000 est la 36e édition de cette compétition organisée par l'Union royale belge de handball (URBH)
La finale s'est jouée à la salle du Bois Saint-Jean à Liège le 23 avril 2000 en collaboration avec la FRBB (basket-ball), la FRBVB (volley-ball) qui a également organisé ses finales de Coupe masculine et féminine mais aussi avec le soutien du COIB et de l'ADEPS. 
Le HC Eynatten, affilié à la LFH, a remporté sa première Coupe de Belgique en disposant en finale du HCE Tongeren, affilié à la VHV

## Calendrier
| Nom                 | Match aller                                     | Match retour                                    | Nombre de participants |
| ------------------- | ----------------------------------------------- | ----------------------------------------------- | ---------------------- |
| Huitièmes de finale | 17-18-19 mars                                   | /                                               | 16                     |
| Quarts de finale    | 21-22 mars                                      | 25-26 mars                                      | 8                      |
| Demi-finales        |                                                 |                                                 | 4                      |
| Finale              | 23 avril à la salle du Bois Saint-Jean de Liège | 23 avril à la salle du Bois Saint-Jean de Liège | 2                      |

## Phase finale

### Huitièmes de finale
- : Tenant du titre

| Club              | Résultat | Club                  | Lieu                |
| ----------------- | -------- | --------------------- | ------------------- |
| HCE Tongeren      | 27-20    | A.S.E.K. 72           | Tongres             |
| HC Visé BM        | 32-23    | HC Brabo Denderbelle  | Visé                |
| H.Villers 59      | 38-19    | JS Athénée Montegnée  | Villers-le-Bouillet |
| Sporting Neerpelt | 19-23    | HC Eynatten           | Neerpelt            |
| Ajax Lebbeke      | 34-23    | HC Atomix             | Lebbeke             |
| Initia HC Hasselt | 35-16    | Renaissance Montegnée | Hasselt             |
| HKVS Zorgvliet    | 15-24    | Union beynoise        | Anvers              |
| HC DB Gent        | 23-26    | KTSV Eupen 1889       | Gand                |

### Quarts de finale
- : Tenant du titre

| Lieu                | Club         | Aller | Total | Retour | Club              | Lieu         |
| ------------------- | ------------ | ----- | ----- | ------ | ----------------- | ------------ |
| Tongres             | HCE Tongeren | 19-17 | 41-41 | 22-24  | Initia HC Hasselt | Hasselt      |
| Villers-le-Bouillet | H.Villers 59 | 20-29 | 37-63 | 17-34  | Union beynoise    | Beyne-Heusay |
| Raeren              | HC Eynatten  | 35-18 | 62-46 | 27-28  | KTSV Eupen 1889   | Eupen        |
| Visé                | HC Visé BM   | 19-28 | 44-57 | 25-29  | Ajax Lebbeke      | Lebbeke      |

* HCE Tongeren qualifié aux dépens du Initia HC Hasselt selon la règle du nombre de buts marqués à l'extérieur (22 contre 17).

### Demi-finales
- : Tenant du titre

| Lieu    | Club         | Aller | Total | Retour | Club           | Lieu         |
| ------- | ------------ | ----- | ----- | ------ | -------------- | ------------ |
| Raeren  | HC Eynatten  | 18-15 | 41-28 | 23-13  | Union beynoise | Beyne-Heusay |
| Lebbeke | Ajax Lebbeke | 14-14 | 30-33 | 16-19  | HCE Tongeren   | Tongres      |

### Finale
| 23 avril 2000 | HC Eynatten                  | 23 - 19 | HCE Tongeren   | Liège, salle du Bois Saint-Jean |
| 23 avril 2000 | Jacobs 7                     | (11-12) | Darius Wolak 6 | Liège, salle du Bois Saint-Jean |
| 23 avril 2000 | Rapport (archives lesoir.be) |         |                | Liège, salle du Bois Saint-Jean |

## Vainqueur
| Coupe de Belgique de handball 1999-2000 Handball Club Eynatten 1er titre |